# Family Matters (ER)
Family Matters is de tiende aflevering van het zesde seizoen van de televisieserie ER, die voor het eerst werd uitgezonden op 6 januari 2000.

## Verhaal
De SEH maakt kennis met een oude bekende, dr. Jing-Mei Chen komt hen versterken. 
Dr. Greene vliegt naar San Diego en komt terug met zijn vader die bij zijn zoon in Chicago komt wonen.
Dr. Corday probeert Dean Rollins, een serieverkrachter en patiënt van haar, over te halen om de locatie van zijn laatste slachtoffer prijs te geven. Hij gaat akkoord mits zij een eind aan zijn leven maakt, zij stemt toe maar als hij de locatie prijs geeft laat zij hem toch leven. 
Dr. Malucci belooft dr. Weaver om haar auto te maken. Ondertussen heeft hij ook een patiënt die hij slecht nieuws moet geven.
Dr. Kovac probeert twee broers te helpen waarvan een geestelijk gehandicapt is. 
Dr. Finch raakt in conflict met dr. Benton over een patiënte, en basketbalspeelster,  van haar. De patiënte krijgt van haar omgeving te veel druk om te presteren in het basketballen, en dr. Finch wil ervoor zorgen dat zij rust krijgt door een verwonding te simuleren.

## Rolverdeling

### Hoofdrollen
- Anthony Edwards - Dr. Mark Greene
- John Cullum - David Greene
- Noah Wyle - Dr. John Carter
- Laura Innes - Dr. Kerry Weaver
- Alex Kingston - Dr. Elizabeth Corday
- Eriq La Salle - Dr. Peter Benton
- Michael Michele - Dr. Cleo Finch
- Goran Višnjić - Dr. Luka Kovac
- Paul McCrane - Dr. Robert Romano
- Erik Palladino - Dr. Dave Malucci
- Ming-Na - Dr. Jing-Mei Chen
- Michael B. Silver - Dr. Paul Myers
- Kellie Martin - Lucy Knight
- Ellen Crawford - verpleegster Lydia Wright
- Yvette Freeman - verpleegster Haleh Adams
- Gedde Watanabe - verpleger Yosh Takata
- Montae Russell - ambulancemedewerker Dwight Zadro
- Emily Wagner - ambulancemedewerker Doris Pickman
- Lyn Alicia Henderson - ambulancemedewerker Pamela Olbes
- Demetrius Navarro - Morales

### Gastrollen (selectie)
- Brian Hooks -  Dylan
- Mike Genovese - politieagent Al Grabarsky
- Leo Rossi - rechercheur Cruson
- Andrew Bowen - Andrew
- Alice Dodd - Mrs. Sumpter
- Austin Tichenor - Mr. Sumpter
- Mae Elvis - Alyssa Adams / Jane Doe
- Thom Gossom Jr. - Mr. Davis
- Juanita Jennings - Mrs. Davis
- Gabrielle Union - Tamara Davis
- Erica Gimpel - Adele Newman
- Amy Stewart - Linsey Cordova
- Lawrence Monoson - Dean Rollins